# فرگشت هدفمند

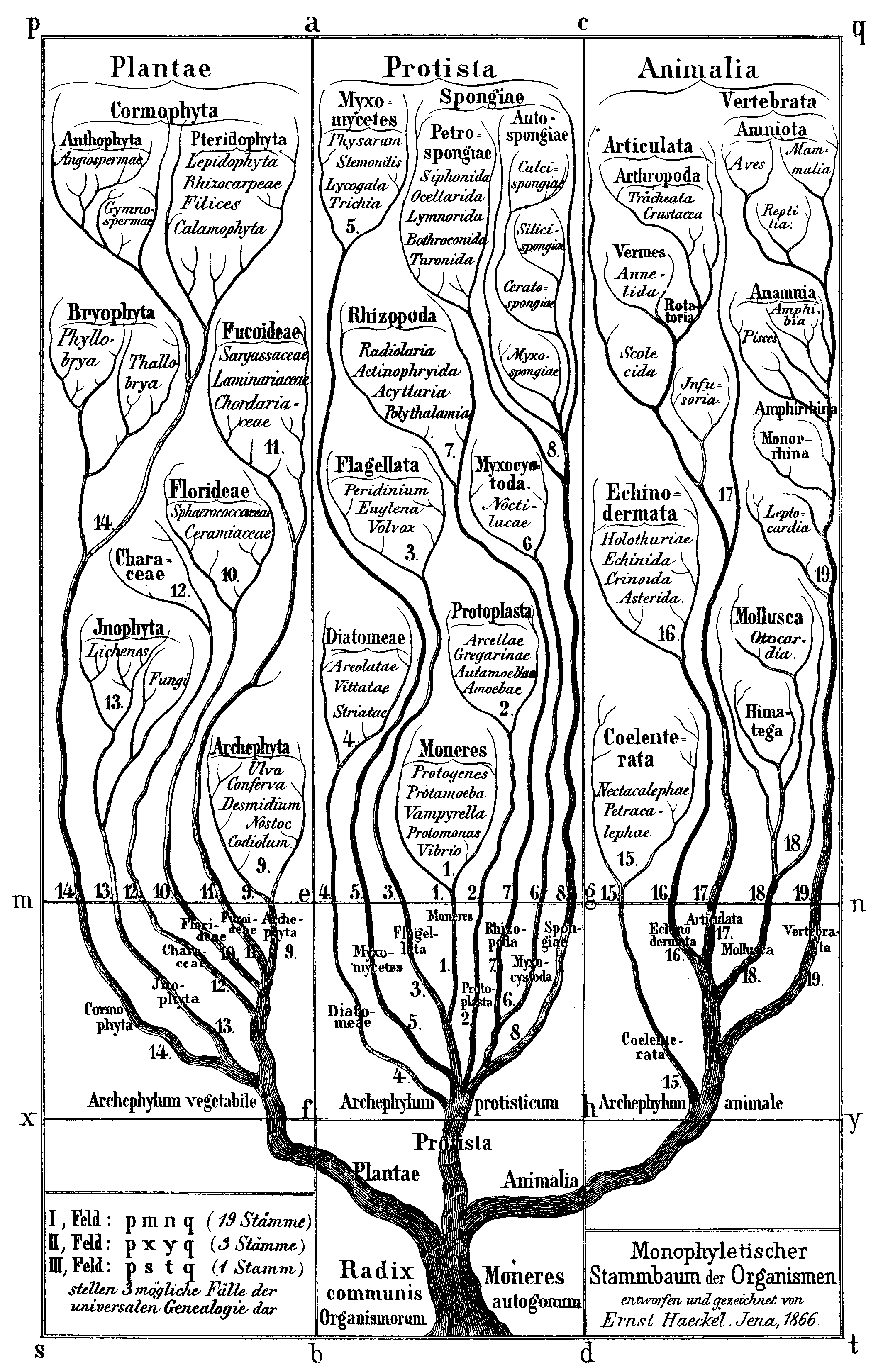
ریخت‌شناسی عمومی ارگانیسم‌ها: اصول کلی علم اشکال آلی، مبتنی بر نظریه نزول اصلاح‌شده توسط داروین

فرگشت هدفمند، راست‌زایی یا ارتوژنز (انگلیسی: Orthogenesis)، نظریه‌ای است که فرگشت را جبری می‌داند و براساس آن، سیر فرگشت در ترکیب نطفه معین شده است و عوامل خارجی اثری بر آن ندارد.
این فرضیه می‌گوید که فرگشت در خط مستقیم و به سوی هدف مشخص پیش می‌رود و گونه‌ها در یک جهت از پیش پیش‌بینی‌شده بدون انتخاب طبیعی فرگشت خود را پی می‌گیرند.
براساس این فرضیه، تبارهای گونه‌ای ممکن است مسیر مستقیم از پیش تعیین‌شده‌ای را دنبال کنند که جهت آن به وسیلهٔ گزینش طبیعی تعیین نشده است.